# 黑牛胭脂魚
黑牛胭脂魚（学名：Ictiobus niger），為輻鰭魚綱鯉形目亞口魚科的其中一種，為溫帶淡水魚。

## 分布
本魚分布於北美洲加拿大、美國密西根州、俄亥俄州至南達科他州，南至路易斯安那州的大湖區和密西西比河下游地區、德克薩斯州和新墨西哥州的布拉索斯河和里奧格蘭德河。

## 特徵
本魚體粗壯，成紡錘形，吻圓鈍，體色為古銅色，背部青銅色，腹部為白色，體被圓鱗，尾鰭叉型，側線明顯，體長可達23公分，體重可達28.7公斤，年齡可達24年。

## 生態
為底棲性魚類，主要棲息在水質清澈，平靜的溪流及湖泊，以吸盤似的吻部吸取底泥，以泥中底棲性無脊椎動物、藻類及有機碎屑為食。繁殖期在春季，雌魚在氾濫的河川、沼澤或湖泊產卵，魚卵在水溫攝氏19-24°C（66-75°F）下約在24-36小時內孵化，魚在2歲時達到性成熟。

## 與人類的關係
本魚在加拿大的《漁業法》無相關保護措施，但在美國肯塔基州、密西西比州、南達科他州、西維吉尼亞州等都將本魚列入保護的物種。從1957-59年在俄亥俄河只有捕獲7尾標本，甚至在1968-69年僅有4尾捕獲，究其原因可能是在河川興建水壩及引進外來物種，導致棲息地破碎及外來物種的競爭有關。

## 經濟利用
可作為食用魚、養殖魚類及游釣魚。
1. ↑  Houston J. 1990. Status of Black Buffalo, I. niger, in Canada. The Canadian Field-Naturalist 104:98–102.
2. ↑  . Fishbase.[永久]
3. ↑  Ross, Stephen T., W.M. Brenneman, W.T. Slack, M.T. O'Connell, T.L. Peterson. 2001.  The Inland Fishes of Mississippi. (1 ed., pp. 278–279).  University Press of Mississippi.
4. ↑  NatureServe – Ictiobus niger （页面存档备份，存于）.
5. ↑  Becker, G. C. 1983. The fishes of Wisconsin. University of Wisconsin Press, Madison, Wisconsin. 1052 pp.
6. ↑  Trautman M.B. 1981. The Fishes of Ohio. Library of Congress Cataloguing in Publication Data. 409–411.
7. ↑  http://dnr.wi.gov/org/land/er/wwap/explore/profiles.asp?mode=detail&species=AFCJC07030&section=threats （页面存档备份，存于）.